# Rocket Boys (série de televisão)
Rocket Boys é uma série de televisão biográfica indiana transmitida pela SonyLIV. A série é baseada nas vidas de Homi J. Bhabha e Vikram Sarabhai. É dirigido por Abhay Pannu e produzido por Siddharth Roy Kapur com Monisha Advani e Madhu Bhojwani através da Roy Kapur Films e Emmay Entertainment, respectivamente. O programa é protagonizado por Jim Sarbh e Ishwak Singh ao lado de Regina Cassandra.
A 2ª temporada foi lançada em 16 de março de 2023. O primeiro trailer da segunda temporada foi revelado em 15 de agosto de 2022, no 75º Dia da Independência da Índia, enquanto o segundo foi lançado em 12 de fevereiro de 2023. O segundo teaser se concentra em quão imperativo era para a Índia se tornar uma potência nuclear, uma nação em meio a ameaças globais iminentes de guerra, resultando no primeiro teste nuclear da Índia, também conhecido como Pokhran I, em 1974.
Jim Sarbhganha recebeu uma indicação de Melhor Ator no 51º Prêmio Emmy Internacional por seu papel como Dr. Homi J. Bhabha.

## Elenco
- Jim Sarbh como Dr. Homi J. Bhabha[5]
- Ishwak Singh como Dr. Vikram Sarabhai
- Regina Cassandra como Mrinalini Sarabhai
- Saba Azad como Parvana Irani a.k.a. Pipsy
- Rajit Kapur como Jawaharlal Nehru
- T. M. Karthik como C. V. Raman
- Dibyendu Bhattacharya como Raza Mehdi[6]
- Namit Das como Prosenjit Dey
- Arjun Radhakrishnan como Dr. A.P.J. Abdul Kalam
- K.C. Shankar como Vishwesh Mathur
- Neha Chauhan como Kamla Chowdhry
- Rajeev Kachroo como JRD Tata
- Darious Shroff como Jehangir Bhabha
- Anahita Uberoi como Mehreen Bhabha
- Mark Bennington como Robert Crowley
- Arjun Dwivedi como Tenente-coronel Sabharwal
- Ed Robinson como Agente Miller
- Benedict Garrett como William Colby
- Charu Shanker como Indira Gandhi
- Swattee Thakur como Mallika Sarabhai
  - Grace Girdhar como Mallika Sarabhai jovem
- Rahul Dev Shetty como Raja Ramanna
- Nilanjan Datta como Pranab Rebatiranjan Dastidar
- Vijay Kashyap como Lal Bahadur Shastri